# Drosophila belladunni
Drosophila belladunni este o specie de muște din genul Drosophila, familia Drosophilidae, descrisă de Heed și Krishnamurthy în anul 1959.
Este endemică în Jamaica. Conform Catalogue of Life specia Drosophila belladunni nu are subspecii cunoscute.